# 丑木幸男
丑木 幸男（うしき ゆきお、1944年3月17日 - ）は、日本の地方史学者、国文学研究資料館・総合研究大学院大学名誉教授。
群馬県高崎市生まれ。群馬県立高崎高等学校、東京教育大学文学部史学科日本史学専攻卒業。群馬県立武尊高等学校、群馬県立渋川女子高等学校、群馬県立中央高等学校、群馬県史編纂室を経て、国文学研究資料館史料館長・教授・総合研究大学院大学教授。2006年定年退官、名誉教授。94年「石高制確立と在地構造 上州沼田藩を事例として」で筑波大学文学博士。日本近代地方政治史の研究を専門とする。

## 著書
- 『岡登用水史』岡登堰土地改良区 1992
- 『磔茂左衛門一揆の研究』文献出版 1992
- 『蚕の村の洋行日記 上州蚕種業者・明治初年の欧羅巴体験』平凡社 セミナー「原典を読む」 1995
- 『石高制確立と在地構造』文献出版 1995
- 『地方名望家の成長』柏書房 2000.11.
- 『志士の行方』同成社近現代史叢書 2001
- 『評伝高津仲次郎』群馬県文化事業振興会 2002.11.
- 『近代政党政治家と地域社会』臨川書店 原典講読セミナー 2003
- 『戸長役場史料の研究』岩田書院 近代史研究叢書 2005
- 『群馬県兵士のみた日露戦争』みやま文庫 2008

### 共編著
- 『代官岡上景能』萩原進共著 新人物往来社 1976
- 『大正用水史』編 大正用水土地改良区 1983
- 『群馬県の百年』宮崎俊弥共著 山川出版社 県民100年史 1989
- 『上野国郡村誌 18 総索引』編 群馬県文化事業振興会 1991
- 『上野国郷帳集成』編 群馬県文化事業振興会 1992
- 『上野国寺院明細帳』全8巻 編 群馬県文化事業振興会 1993-98
- 『群馬県の歴史』西垣晴次・山本隆志共編 山川出版社 県史 1997、新版2013
- 『高津仲次郎日記』全3巻 編 群馬県文化事業振興会 1998-2000
- 『上野国神社明細帳』全25巻 編 群馬県文化事業振興会 1999-2011

## 論文
- 丑木幸男